# Olympische Sommerspiele 1928/Leichtathletik – 1500 m (Männer)
Der 1500-Meter-Lauf der Männer bei den Olympischen Spielen 1928 in Amsterdam wurde am 1. und 2. August 1928 im Olympiastadion Amsterdam ausgetragen. 44 Athleten nahmen teil.
Olympiasieger wurde der Finne Harri Larva. Er gewann vor dem Franzosen Jules Ladoumègue. Bronze ging an den Finnen Eino Purje.

## Rekorde

### Bestehende Rekorde
| Weltrekord         | 3:51,0 min | Otto Peltzer ( Deutsches Reich) | Berlin, Deutsches Reich     | 11. September 1926 |
| Olympischer Rekord | 3:53,6 min | Paavo Nurmi ( Finnland)         | Finale OS Paris, Frankreich | 10. Juli 1924      |

### Rekordverbesserung
Der finnische Olympiasieger Harri Larva verbesserte den bestehenden olympischen Rekord im Finale am 2. August um vier Zehntelsekunden auf 3:53,2 min. Den bestehenden Weltrekord verfehlte er dabei um 2,2 Sekunden.

## Durchführung des Wettbewerbs
Die Läufer traten am 1. August zu sechs Vorläufen an. Die jeweils zwei besten Athleten – hellblau  unterlegt – qualifizierten sich für das Finale, das am nächsten Tag stattfand.

## Vorläufe

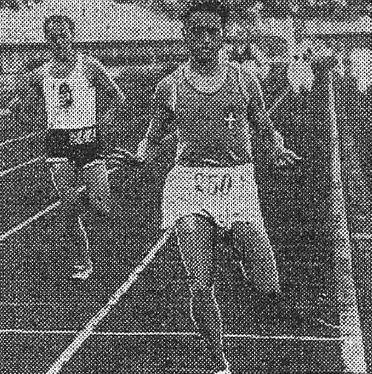
Luigi Beccali (hier als Europameister 1934) – ausgeschieden als Vierter im ersten Vorlauf
Józef Jaworski – ausgeschieden als Siebter im ersten Vorlauf
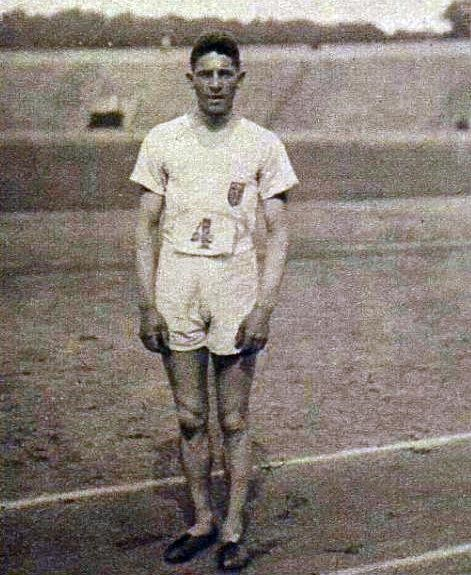
Séra Martin – ausgeschieden als Achter im ersten Vorlauf

Datum: 1. August 1928
Es sind nicht alle Zeiten überliefert.

### Vorlauf 1
| Platz | Name           | Nation             | Zeit       |
| ----- | -------------- | ------------------ | ---------- |
| 1     | Hans Wichmann  | Deutsches Reich    | 4:03,0 min |
| 2     | Adolf Kittel   | Tschechoslowakei   | k. A.      |
| 3     | József Marton  | Ungarn             | k. A.      |
| 4     | Luigi Beccali  | Königreich Italien | k. A.      |
| 5     | Guus Zeegers   | Niederlande        | k. A.      |
| 6     | George Hyde    | Australien         | k. A.      |
| 7     | Józef Jaworski | Polen              | 4:14,0 min |
| 8     | Séra Martin    | Frankreich         | k. A.      |

### Vorlauf 2

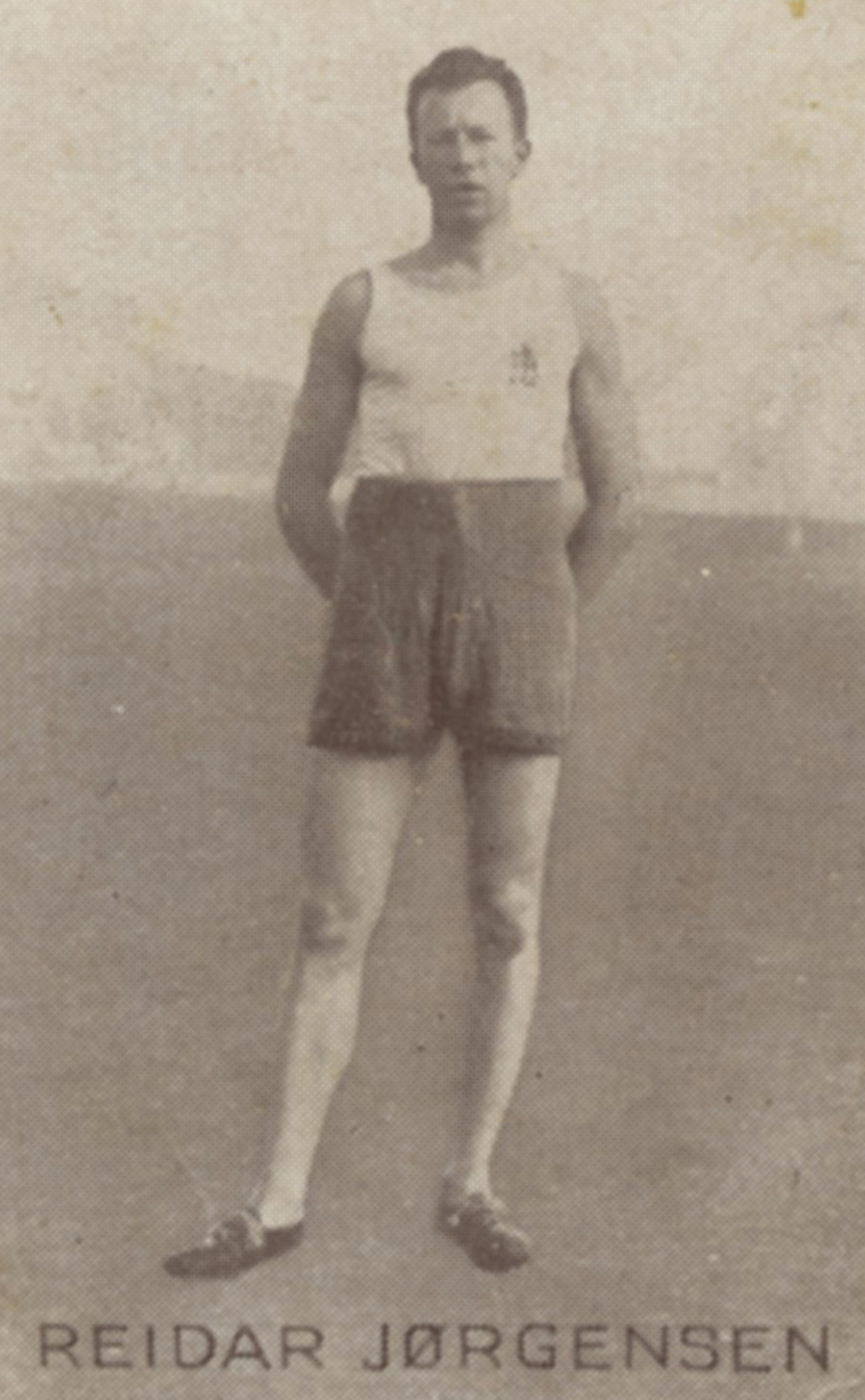
Reidar Jørgensen – ausgeschieden als Fünfter im zweiten Vorlauf
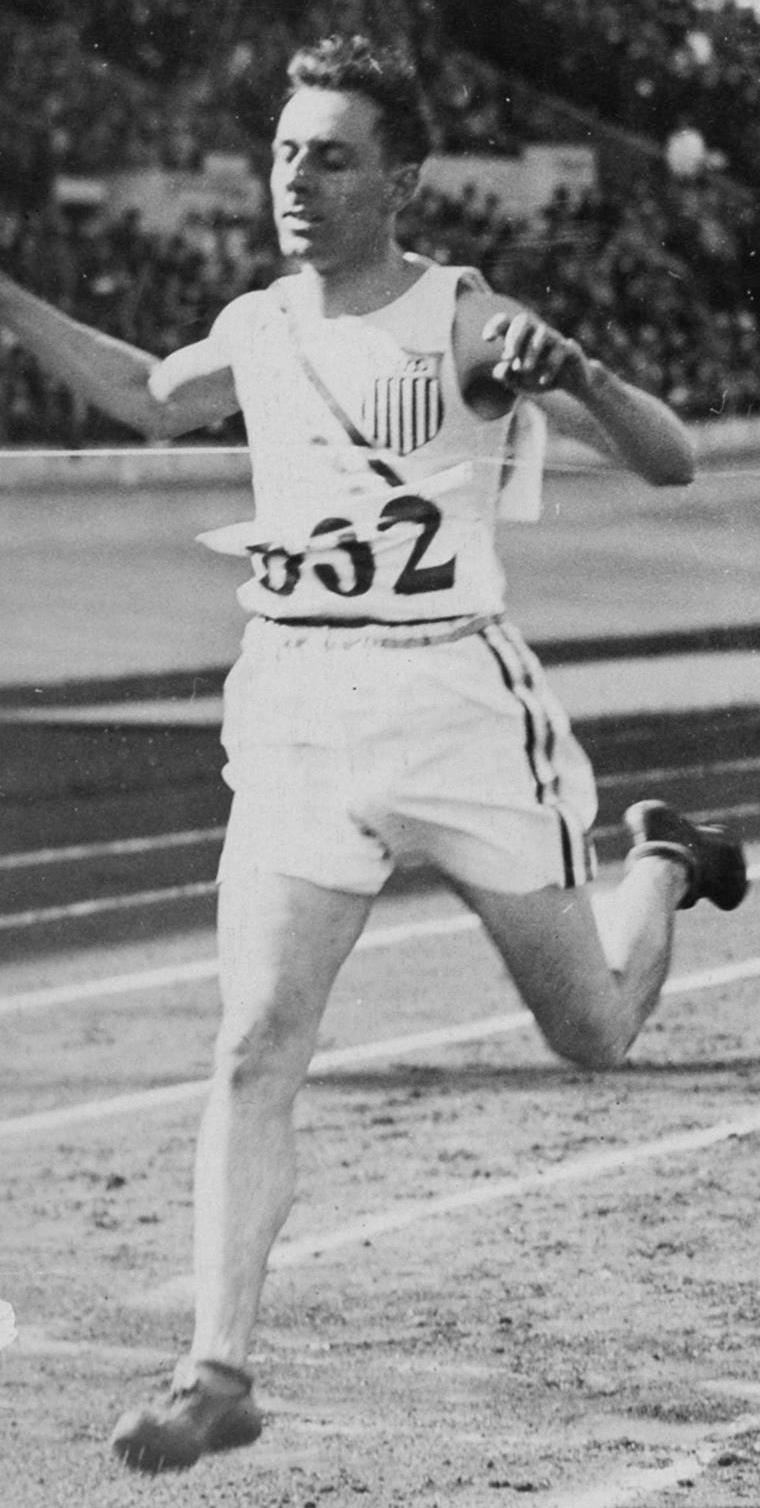
Lloyd Hahn – im zweiten Vorlauf nicht im Ziel

| Platz | Name             | Nation          | Zeit       |
| ----- | ---------------- | --------------- | ---------- |
| 1     | Herbert Böcher   | Deutsches Reich | 3:59,6 min |
| 2     | William Whyte    | Australien      | 3:59,9 min |
| 3     | Armas Kinnunen   | Finnland        | 4:01,5 min |
| 4     | Albert Larsen    | Dänemark        | 4:01,5 min |
| 5     | Reidar Jørgensen | Norwegen        | 4:01,6 min |
| 6     | Jack Walter      | Kanada          | k. A.      |
| DNF   | Gyula Belloni    | Ungarn          |            |
| DNF   | Lloyd Hahn       | USA             |            |
| DNF   | Frédéric du Hen  | Frankreich      |            |

### Vorlauf 3
| Platz | Name             | Nation           | Zeit       |
| ----- | ---------------- | ---------------- | ---------- |
| 1     | Eino Purje       | Finnland         | 4:00,8 min |
| 2     | Jules Ladoumègue | Frankreich       | k. A.      |
| 3     | Stanley Ashbey   | Großbritannien   | k. A.      |
| 4     | Vilém Šindler    | Tschechoslowakei | k. A.      |
| 5     | Serafín Dengra   | Argentinien      | k. A.      |
| 6     | Luka Predanić    | Jugoslawien      | 4:27,0 min |
| 7     | Pete Walter      | Kanada           | k. A.      |
| 8     | Jan Zeegers      | Niederlande      | k. A.      |

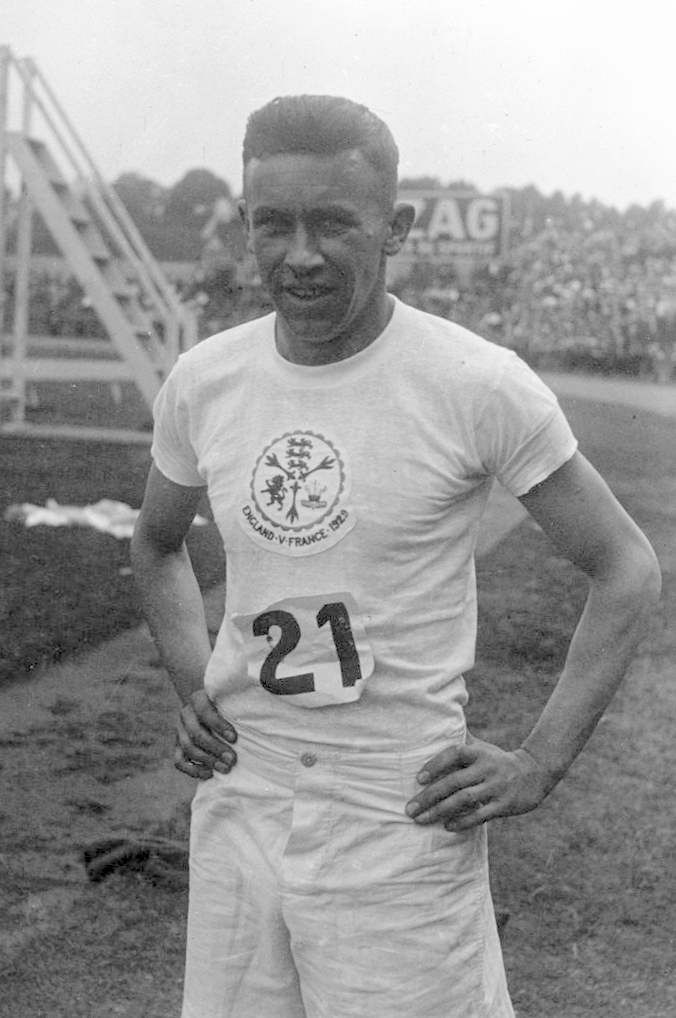
Reg Thomas – ausgeschieden als Dritter im vierten Vorlauf

### Vorlauf 4
| Platz | Name             | Nation         | Zeit       |
| ----- | ---------------- | -------------- | ---------- |
| 1     | Paul Martin      | Schweiz        | 4:00,8 min |
| 2     | Harri Larva      | Finnland       | 4:02,0 min |
| 3     | Reg Thomas       | Großbritannien | k. A.      |
| 4     | David Griffin    | Kanada         | k. A.      |
| 5     | Leopoldo Ledesma | Argentinien    | k. A.      |
| DNF   | Sid Robinson     | USA            |            |

### Vorlauf 5

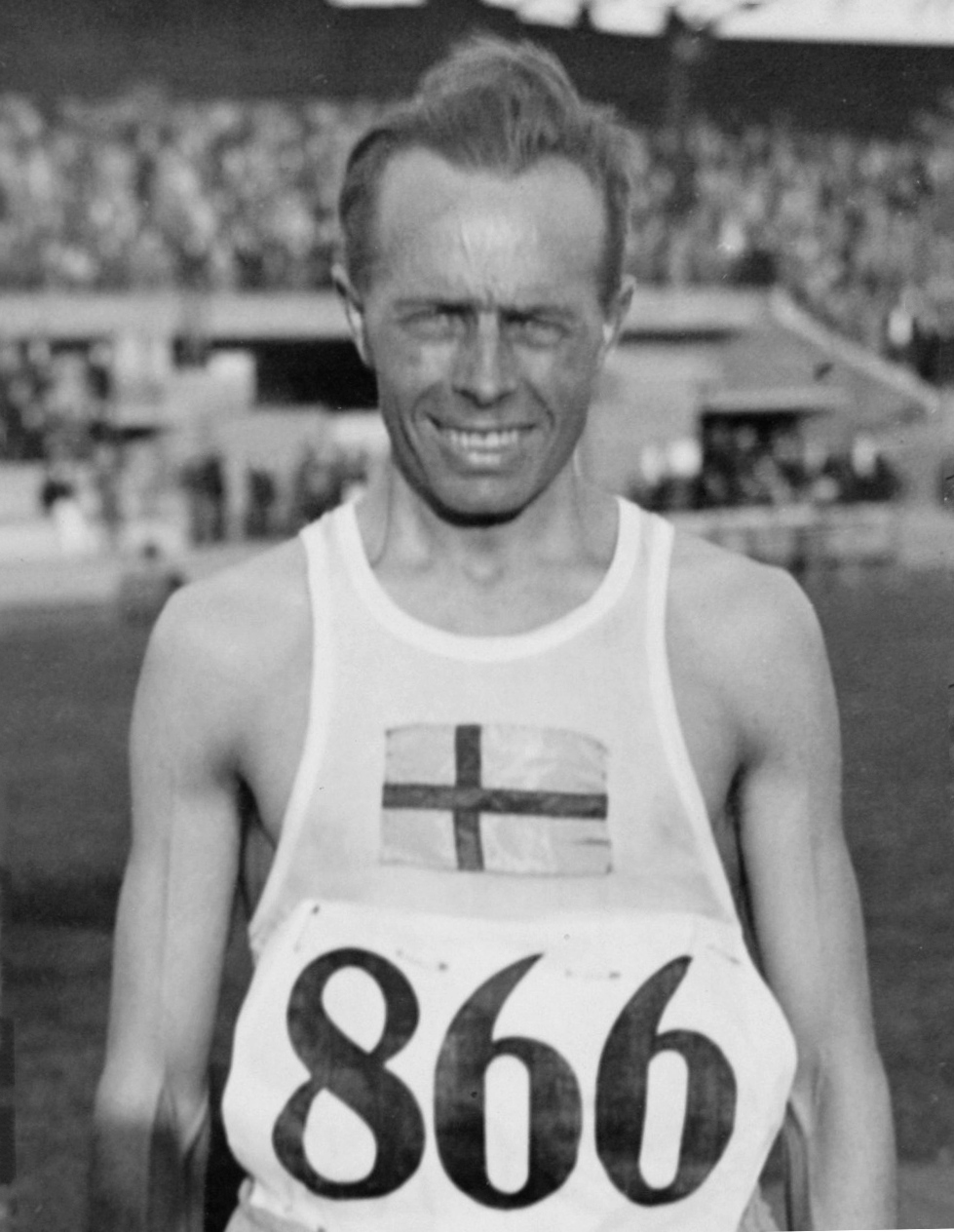
Edvin Wide – ausgeschieden als Dritter im fünften Vorlauf
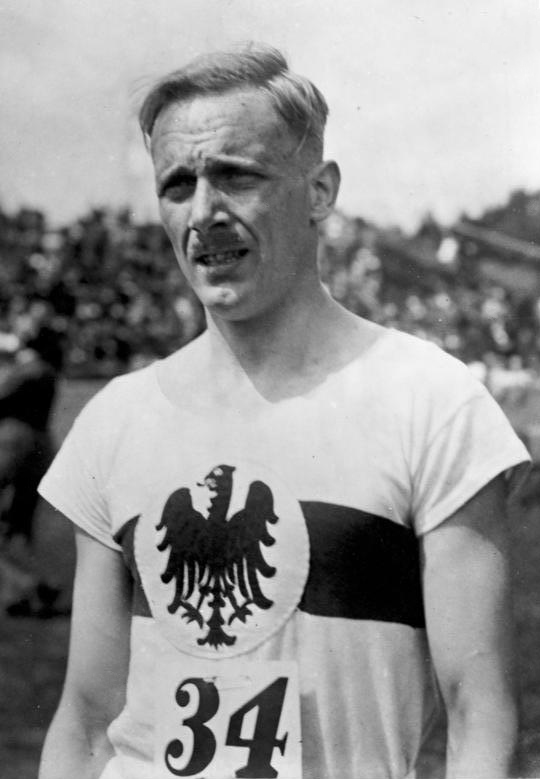
Weltrekordhalter Otto Peltzer scheiterte als Vierter des fünften Vorlaufs

| Platz | Name          | Nation          | Zeit       |
| ----- | ------------- | --------------- | ---------- |
| 1     | Ray Conger    | USA             | 4:02,6 min |
| 2     | Jean Keller   | Frankreich      | 4:02,7 min |
| 3     | Edvin Wide    | Schweden        | k. A.      |
| 4     | Otto Peltzer  | Deutsches Reich | k. A.      |
| 5     | Alex Docherty | Kanada          | k. A.      |
| 6     | Reggie Bell   | Großbritannien  | k. A.      |

### Vorlauf 6
| Platz | Name           | Nation                | Zeit       |
| ----- | -------------- | --------------------- | ---------- |
| 1     | Cyril Ellis    | Großbritannien        | 4:01,8 min |
| 2     | Helmuth Krause | Deutsches Reich       | k. A.      |
| 3     | Nick Carter    | USA                   | k. A.      |
| 4     | Leo Helgas     | Finnland              | 4:06,0 min |
| 5     | Danie Jacobs   | Südafrikanische Union | k. A.      |
| 6     | Czesław Foryś  | Polen                 | 4:11,5 min |
| 7     | Wim Effern     | Niederlande           | k. A.      |

## Finale
Datum: 2. August 1928
| Platz | Name             | Nation           | Zeit       | Anmerkung |
| ----- | ---------------- | ---------------- | ---------- | --------- |
| 1     | Harri Larva      | Finnland         | 3:53,2 min | OR        |
| 2     | Jules Ladoumègue | Frankreich       | 3:53,8 min |           |
| 3     | Eino Purje       | Finnland         | 3:56,4 min |           |
| 4     | Hans Wichmann    | Deutsches Reich  | 3:56,8 min |           |
| 5     | Cyril Ellis      | Großbritannien   | 3:57,6 min |           |
| 6     | Paul Martin      | Schweiz          | 3:58,4 min |           |
| 7     | Helmuth Krause   | Deutsches Reich  | 3:59,0 min |           |
| 8     | Adolf Kittel     | Tschechoslowakei | 4:00,4 min |           |
| 9     | William Whyte    | Australien       | 4:00,4 min |           |
| 10    | Ray Conger       | USA              | k. A.      |           |
| 11    | Jean Keller      | Frankreich       | k. A.      |           |
| DNF   | Herbert Böcher   | Deutsches Reich  |            |           |

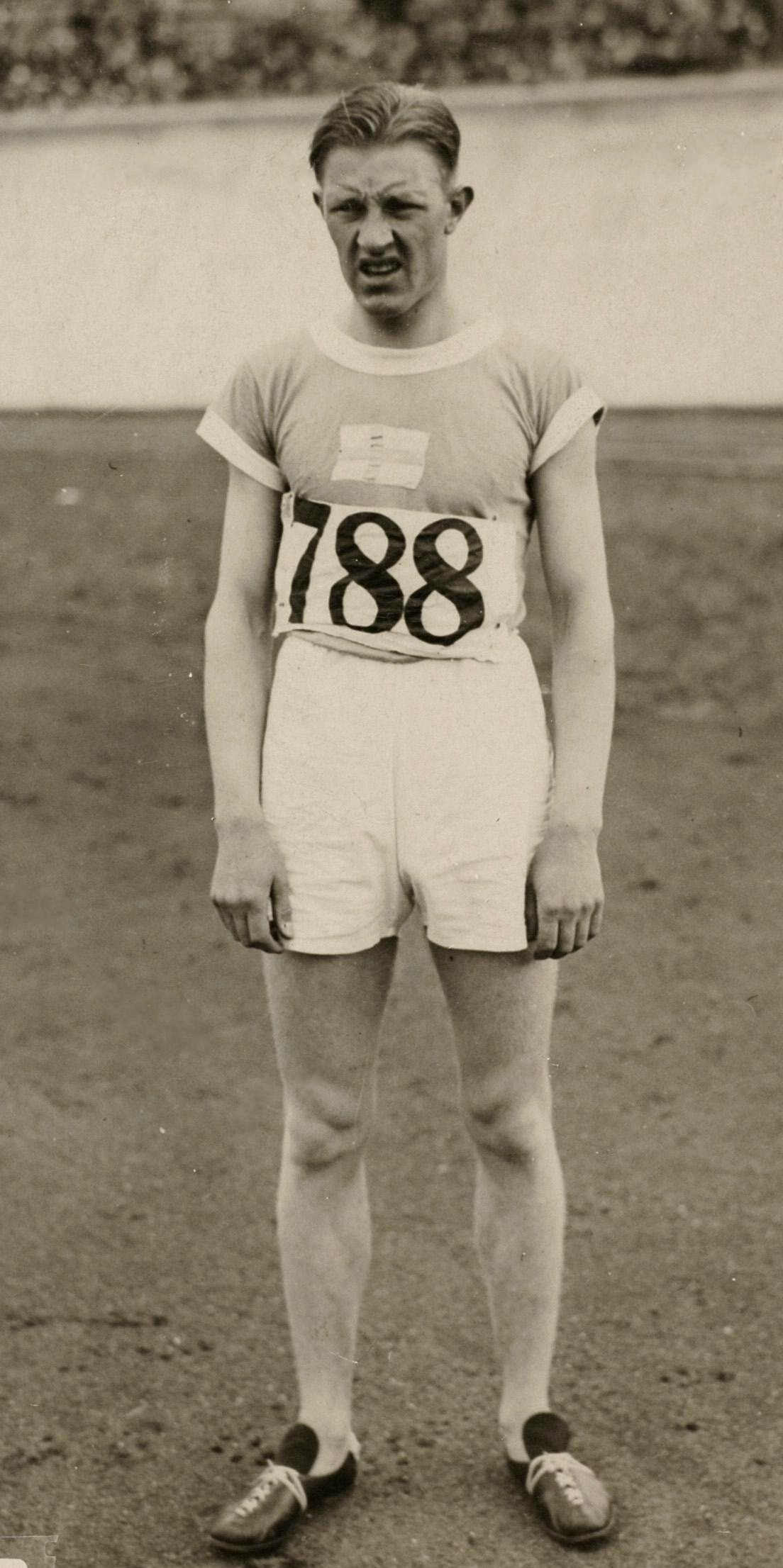
Olympiasieger Harri Larva

Zu den Favoriten dieses Rennens zählten der Franzose Jules Ladoumègue sowie die beiden Finnen Eino Purje und Harri Larva. Der deutsche Weltrekordläufer Otto Peltzer war überraschend im Vorlauf gescheitert – er hatte sich zuvor beim Handballspielen verletzt.
Das Rennen begann langsam. Nachdem die drei deutschen Finalteilnehmer das Feld angeführt hatten, übernahmen die beiden Finnen die Spitze, bei 2:04 Minuten durch die 800-Meter-Marke. Auf der Gegengeraden der letzten Runde übernahm Ladoumègue die Führung, nur Larva konnte folgen. Erst zwanzig Meter vor der Ziellinie setzte sich Larva durch und sicherte sich so die Goldmedaille in olympischer Rekordzeit. Bronze ging an Purje, der Deutsche Meister Hans Wichmann wurde Vierter.

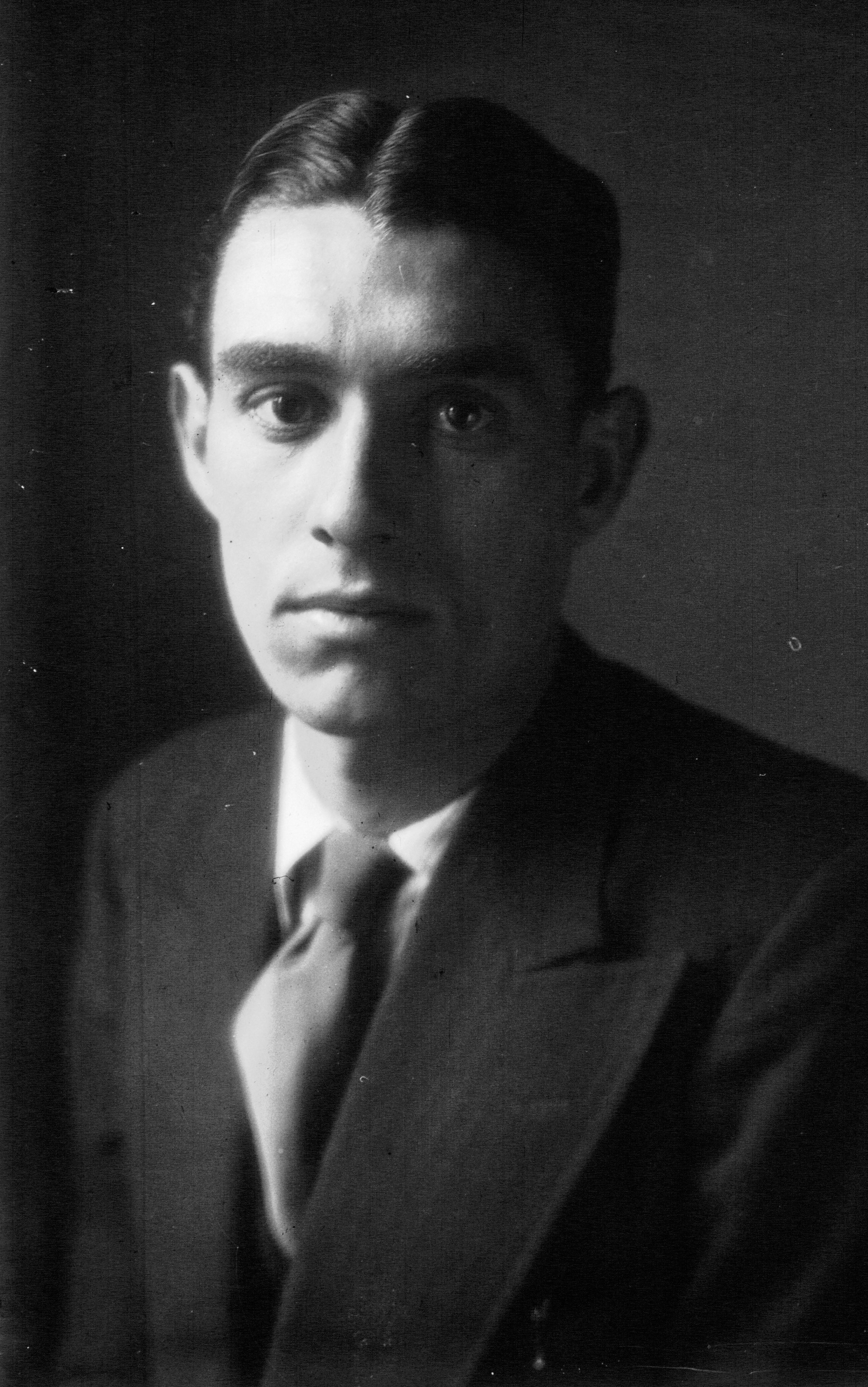
Jules Ladoumègue, Gewinner der Silbermedaille
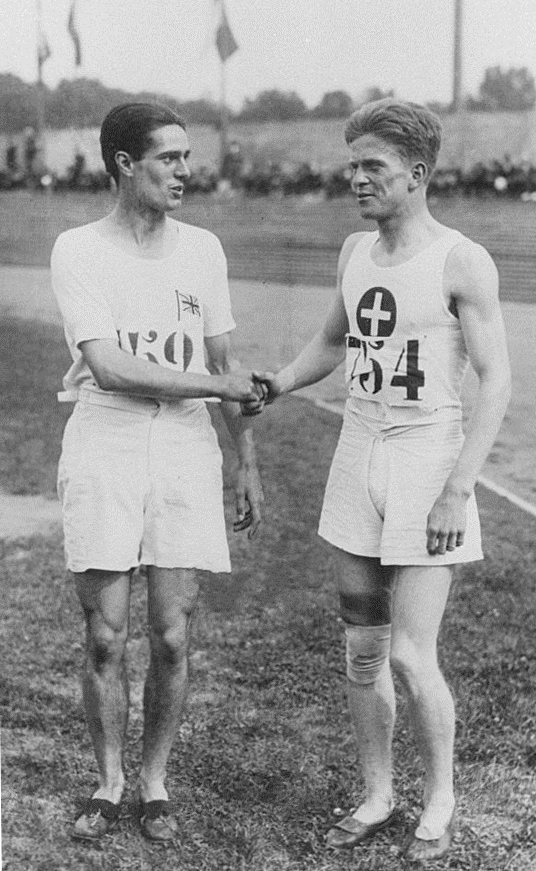
Paul Martin (rechts, gemeinsam mit Douglas Lowe, als Martin 1924 über 800 Meter Silber hinter Lowe gewonnen hatte) kam auf den sechsten Platz
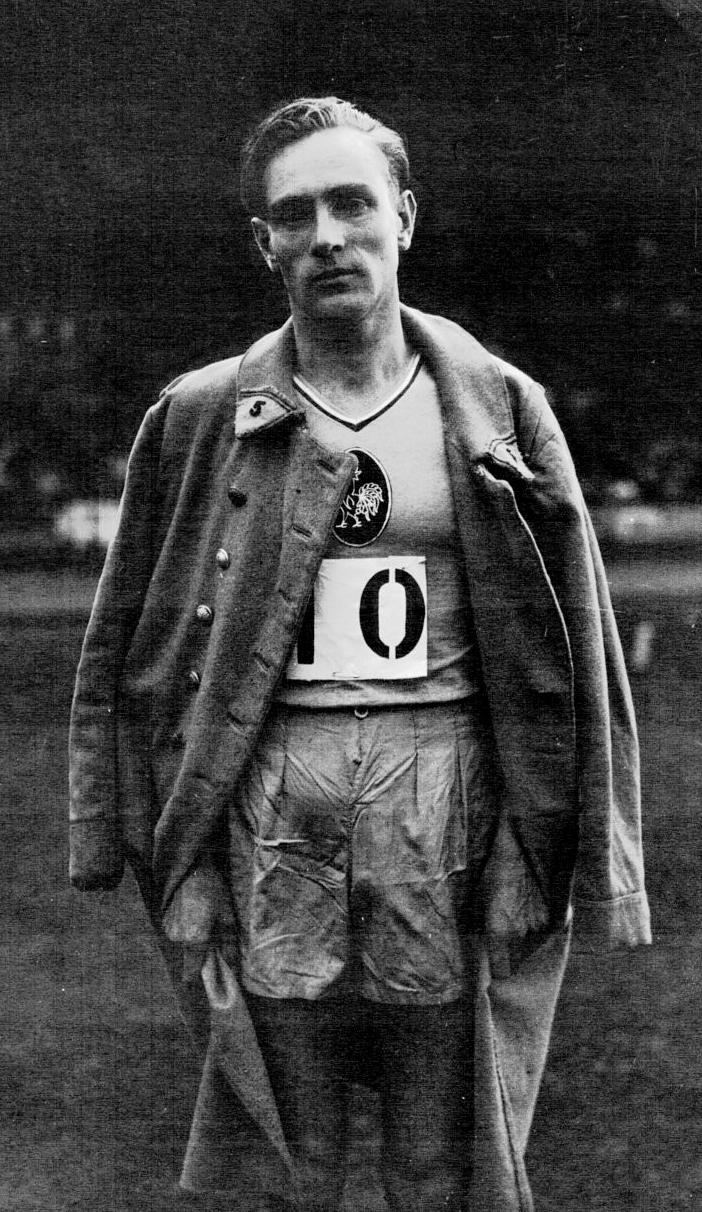
Der elftplatzierte Jean Keller

## Videolinks
- Amsterdam 1928 osa 3, Bereich 0:00 min bis 1:12 min, veröffentlicht am 28. Mai 2009 auf youtube.com, abgerufen am 12. September 2017
- Many Debuts At The Amsterdam Games – Amsterdam 1928 Olympics, youtube.com, Bereich: 0:23 min bis 0:45 min, abgerufen am 16. Juni 2021